# 日本流行丼大賞
日本流行丼大賞（にほんりゅうこうどんたいしょう）は、BGI JAPANの『うなぎ_STYLE』編集部主催によるその年注目が集まった丼物を表彰するキャンペーン。

## 概要
日本初の鰻と丼の情報発信サイト『うなぎ_STYLE』が主催して、日本の飲食文化の更なる発展を目的に、人々に愛され、歴史に残す価値があり、世界に広めたい、今年注目が集まった丼を記録に残すという選考方針の下、2020年から開始。第一回は11月30日に選考結果を公開した。
2021年からは主催に東京新聞も入り実行委員会形式となり、農林水産省が後援した。
選考方針は「今年注目が集まった丼、ブレイクした丼」「時代や社会の動向によって生み出された丼」「特徴的な美味しさや斬新な発想で構成され、安心安全で健康的な丼」「人々に愛され、歴史に残す価値があり、世界に広めたい丼」と定められている。選考方針を基にして、『うなぎ_STYLE』編集部が候補丼を選び（2020年は5品）、6つの選考指標「知名性」「社会性」「話題性」「独創性」「時代性」「将来性」を基準にして、専門家による選考委員会によってグランプリを選出し、金賞や特別賞を決めている。各賞の受賞者にはトロフィーが授与される。
ミシュランガイドや食べログ等のように飲食店をランキングや表彰することはこれまでもあったが、料理に対してのトレンドや表彰制度の歴史は日本では新しく、本賞の他にぐるなび総研の「今年の一皿」は2014年から始まり、クックパッドの「食トレンド大賞」は2017年からスタートしている（2014-2015年は「クックパッドアワード」）。
2023年以降は開催されていない。

## 歴代の授賞
| 回数 | 年度   | 賞               | 受賞丼                                 | 受賞者                                            |
| ---- | ------ | ---------------- | -------------------------------------- | ------------------------------------------------- |
| 1    | 2020年 | グランプリ       | 魯肉飯（ルーロウハン：台湾風豚角煮丼） | 台湾フェスタ実行委員会                            |
| 1    | 2020年 | 金賞             | うな牛                                 | すき家                                            |
| 1    | 2020年 | 金賞             | スタミナ超特盛丼                       | 吉野家                                            |
| 1    | 2020年 | 金賞             | 名古屋系うな丼                         | 『炭焼うな富士』有楽町店 株式会社かぶらやグループ |
| 1    | 2020年 | 話題賞           | 三河鮮魚の海鮮丼                       | 日本将棋連盟                                      |
| 2    | 2021年 | グランプリ       | とろろかけ丼                           | 自然薯とろろ丼専門店『黒十ヤ』 株式会社ポトマック |
| 2    | 2021年 | 金賞             | 十勝豚丼                               | 帯広観光コンベンション協会                        |
| 2    | 2021年 | 金賞             | から揚げ丼                             | 『から好し』すかいらーくグループ                  |
| 2    | 2021年 | リモートワーク賞 | ガパオライス                           | 『わたしのガパオ』（Seldish）                     |
| 2    | 2021年 | チャレンジ賞     | キッチンカーうな丼                     | うなぎ料理店『わたべ』（東京・春日）              |
| 2    | 2022年 | グランプリ       | ハンバーグ丼                           | 榎本ハンバーグ研究所                              |
| 2    | 2022年 | 金賞             | 極厚カツ丼                             | とんかつ 丸七                                     |
| 2    | 2022年 | 特別賞           | おちょこ丼                             | UOHIDE渋谷・宇田川店（KayaGroup）                 |
| 2    | 2022年 | 特別賞           | おまかせ海鮮丼                         | 丼丸（ササフネ）                                  |
| 2    | 2022年 | 特別賞           | そびえる鰻玉丼                         | いづも大阪・福島本店（スパイスワークス）          |

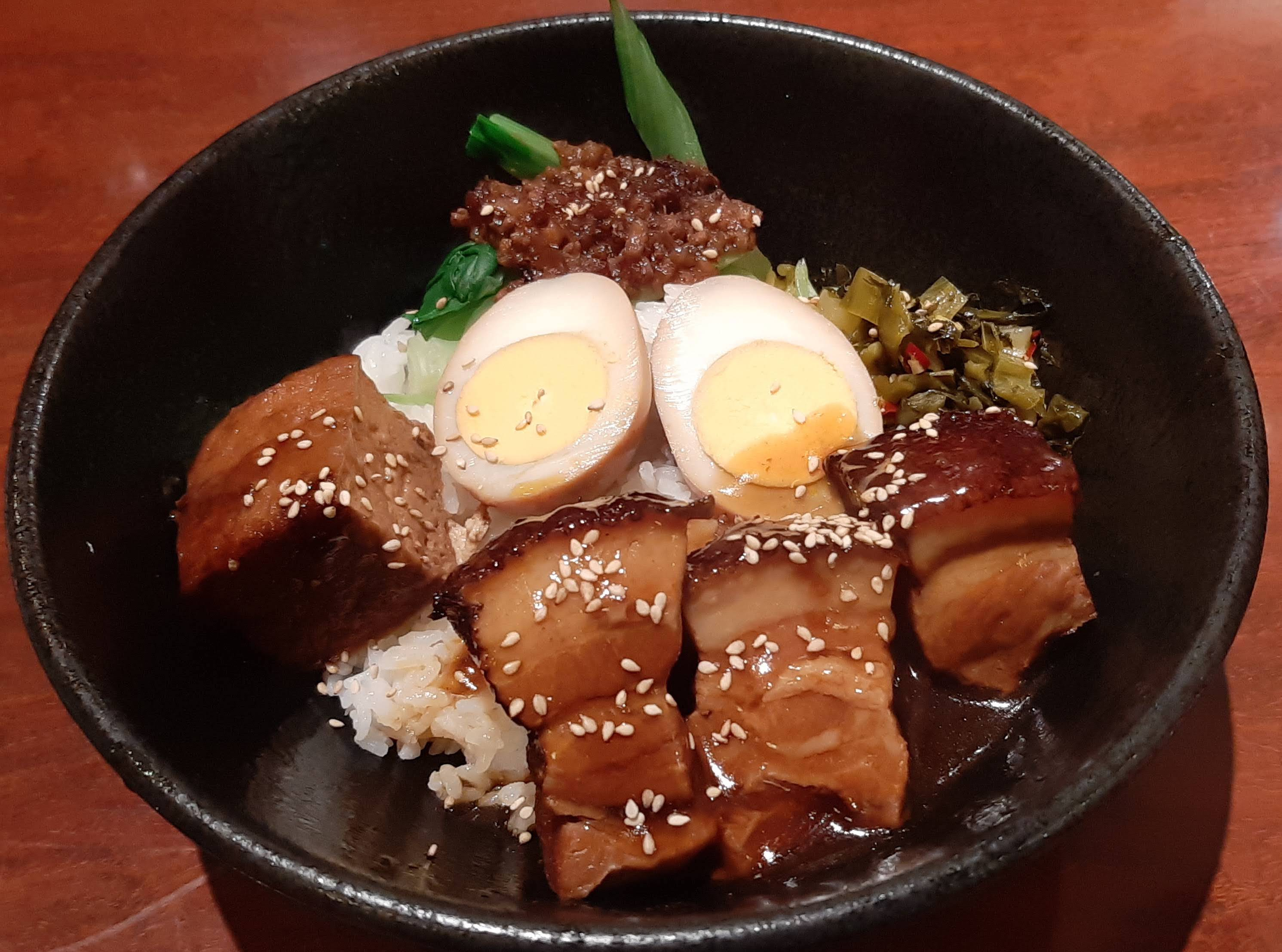
2020年グランプリ『魯肉飯』
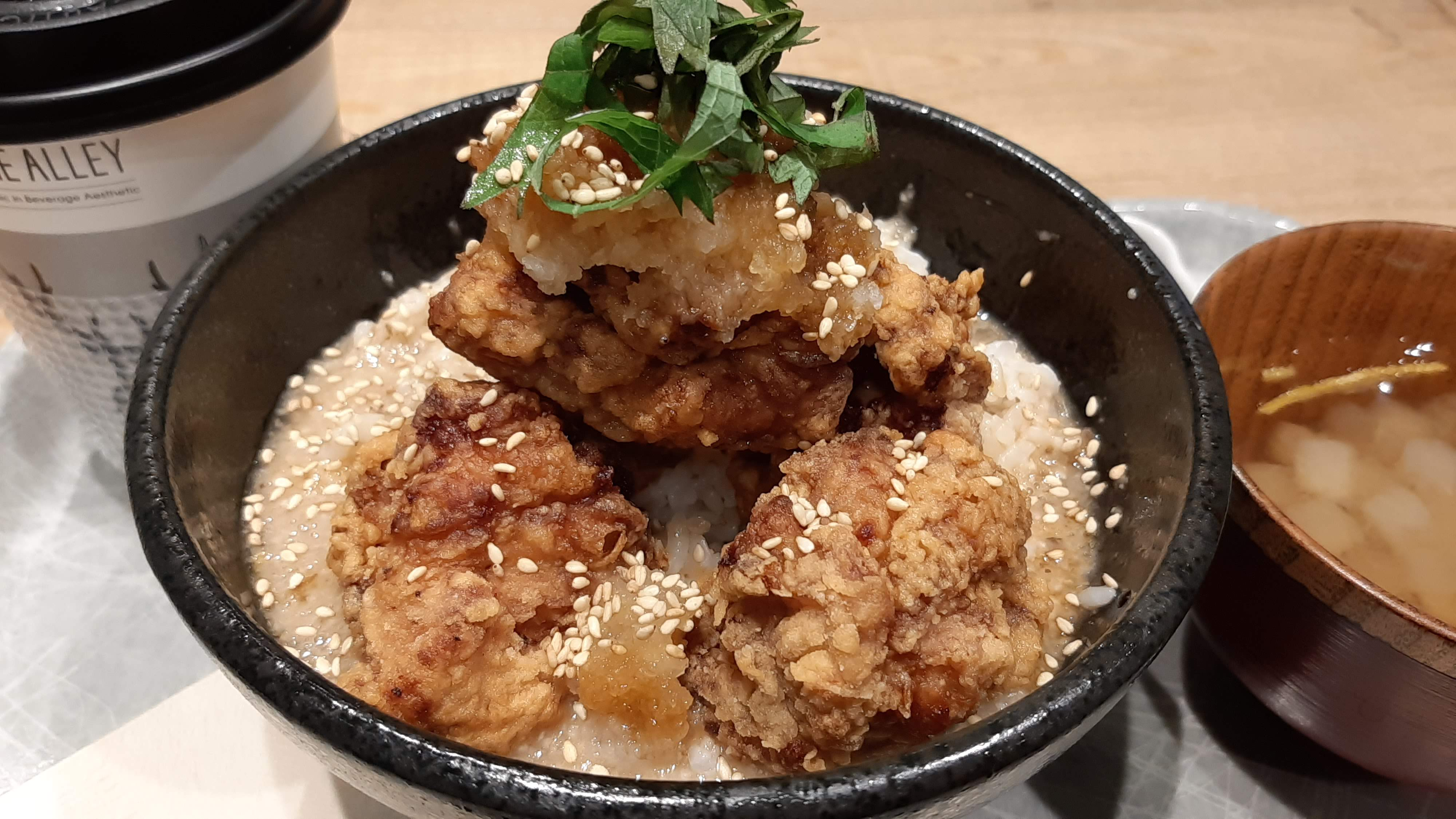
2021年グランプリ「とろろかけ丼（とろろ唐揚げ丼）」